# Чагона
Чагона (словен. Čagona) — поселення в общині Церквеняк, Подравський регіон‎, Словенія.